# Pravila igre
Pravila igre so drama Filiberta Benedetiča. Izšla je leta 1971 pri Slovenskem stalnem gledališču v Trstu.

## Osebe
- Oče, proletariziran kmet
- Mati, njegova žena
- Stojan, njun sin
- Mojca, Stojanovo dekle
- Advokat, aktivni politik, predstavnik družbenega reda
- Vzgojitelj, prizadevni politik
- Vzgojiteljeva žena, prizadevna partnerka
- Ester, Stojanova sestra
- Finančnik, Esterin zaročenec, kasneje mož
- Igralka, osamljena ženska
- Gospod X, simbol
- Upokojenec
- Aktivni upokojenec, član posebnega oddelka

## Vsebina
Dogaja se v našem času.
1. del: Stojan v kavarni čaka Mojco, igra šah z Upokojencem, ki ga svari pred Aktivnim upokojencem: špijon je in zločinec, med vojno je s kolom pobijal ljudi. Aktivni upokojenec se sovražno posmehuje: dokazov ni, sestradani "tovariši" so ostali z nago ritjo... Ko Mojca pride, gresta s Stojanom na njegov dom. A ta dom je v razsulu, Oče se čudaško zateka v svoj poklic žerjavovodje, Mati nerga in ga napada, hoče, da proda še zadnji košček zemlje, nocoj bodo prišli podpisat pogodbo. Pride Ester s svojim fantom, Vzgojitelj z ženo in Advokat; vsi so plitvi, zanimajo se le za denar, kariero, uspeh, zemljo bo tako in tako požrlo mesto, kaj bi z njo! Oče se ne more odločiti, v njem še odmeva pomen zemlje, Mati pa je že vsa v "betonu", z drugimi priganja moža, naj podpiše. Oče se nazadnje vda, nato pobegne na delo, ki mu je edino še ostalo. Drugi dobre volje odidejo, sreča jih Stojan, ki se vrača domov. Ko zve, da je zadnja krpa zemlje prodana, se razburi, vendar ne toliko, da bi kaj naredil; njegovo ogorčenje ugasne v spanju, Mati pa dela družbo Igralki, ki napol blazna od samote nenehoma čaka svojega (umišljenega) Edvarda.
2. del: Mojca se ima za "hčerko rož", zapira oči pred grdo realiteto, Stojan pa vidi svet kot zversko "džunglo", pljuje na očeta, ker je bil prodal zemljo in zdaj užaljen čepi na svojem žerjavu. Tedaj se pojavi Gospod X, (mrtvi) Stojanov stric, ki je že davno zaradi bede odšel v Avstralijo; ta da Stojanu smer in smisel: ne bežati, najti v sebi moč in ostati, v tem je svoboda, iz tega bo nastal nov človek, ki ne bo upogibal hrbta in se ne odrekal zemlji. Tudi ljudje iz podzemlja imajo pravico živeti, le zavedeti se morajo tega, potem pride kazen za vse, ki so krivi. Stojan sprejme zavezo, Mojca pa se ne more odreči svojim iluzijam.
Pod Advokatovim vodstvom vsi pridno gradijo mrežo-kletko in se zgražajo nad stricem, ki je nespodobno vstal od mrtvih in tako zmešal Stojana, da je izginil. Očetu prekipi: brez ponosa so, brez hrbtenice, iz naroda je nastal bordel, on pa je izgubil vse, le še delo ima... Takoj je tu Gospod X: ni več izmikanj, čas je za obračun. Oče se brani, da ni le sam kriv, ni se mogel izviti usodni mreži, ostal je in se upognil, da je preživel, sin pa naj stori, kakor hoče. Po tem obračunu s seboj Oče zapusti družbo in se obesi. Advokat priganja k delu: treba je zapolniti vrzel, uvesti red, v redu je napredek in blagostanje; cinično se posmehuje Gospodu X, ki ga opozarja, da obračun čaka tudi njega, in skuša v mrežo zvabiti Mojco, ki še neodločno išče: rada bi imela, kar imajo drugi, Stojan ji nima kaj dati, Stojana sploh ni! Vendar Upokojenec, ki je zunaj mreže, dekle prepriča, da skupaj odideta iskat Stojana.
Graditelji mreže se kar naprej grizejo med seboj, polni so zavisti, pohlepa, sovraštva. Advokat spretno gladi spore, jim laska, priganja k delu, kadar ne gre drugače, uporabi tudi silo: Aktivni upokojenec likvidira Igralko, kajti "vsake igre je enkrat konec". Ob tem tudi Mati spozna, v kaj je zagazila, vendar nima moči za upor. Popusti tudi Mojca, vrne se in Advokat jo potegne v mrežo, tedaj pa odkrijeta obešenega Očeta. Advokat skuša to prikriti, nervozno priganja k delu: dajmo, nič niste videli, nič slišali, tam zunaj je mraz, tu pa je varnost, čast, denar! Mati in Igralka se obrneta proti njemu, tedaj pride Stojan, s krikom zgrabi za mrežo in jo potegne na tla.